# 서브머린 샌드위치

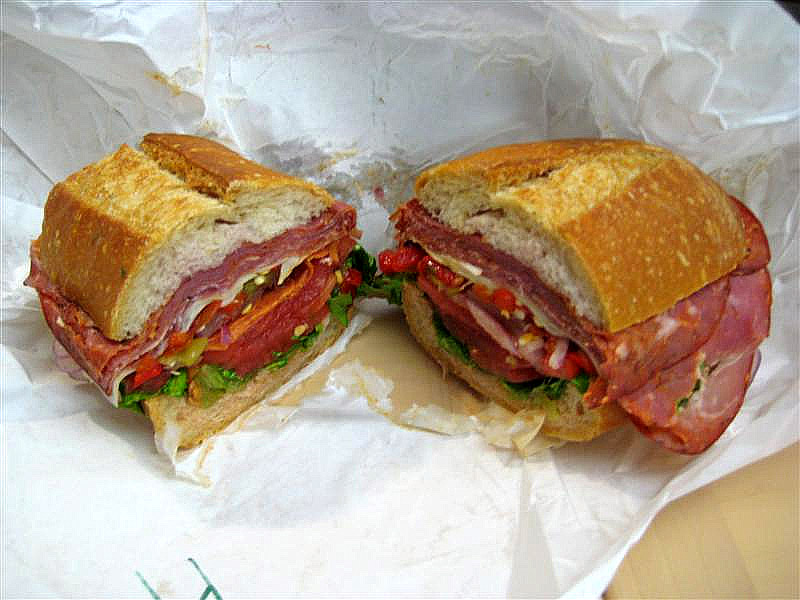
서브머린 샌드위치

서브머린 샌드위치(영어: submarine sandwich)는 속에 각종 재료를 많이 넣은 대형 샌드위치로 서브(영어: sub)로 줄여 부르기도 한다. 다양한 고기, 치즈, 채소, 조미료로 채워진다. 이 샌드위치는 정해진 이름이 없으며, 전 세계적으로 다양한 종류가 있다.

## 이름
미국 동북부에서 여러 가지 이름으로 불린다.
- 그라인더(grinder): 뉴잉글랜드, 풀턴
- 메인 이탤리언(Maine Italian): 메인
- 스퍼키(spuckie): 보스턴
- 웨지(wedge): 웨스트체스터
- 호기(hoagie): 필라델피아 광역도시권 및 펜실베이니아 서부
- 히어로(hero): 뉴욕

## 같이 보기
- 바인 미 샌드위치
- 큐번 샌드위치
- 파니니 (샌드위치)